# La Vilavella
La Vilavella (in lingua valenciana) o Villavieja (in spagnolo) è un comune spagnolo di 3 363 abitanti situato nella comunità autonoma Valenciana.

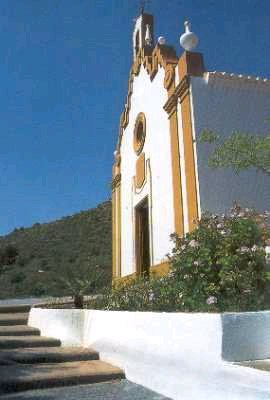
L'eremo di San Sebastiano

Il nome significa Vilavecchia.